# Anna Kateřina Emmerichová

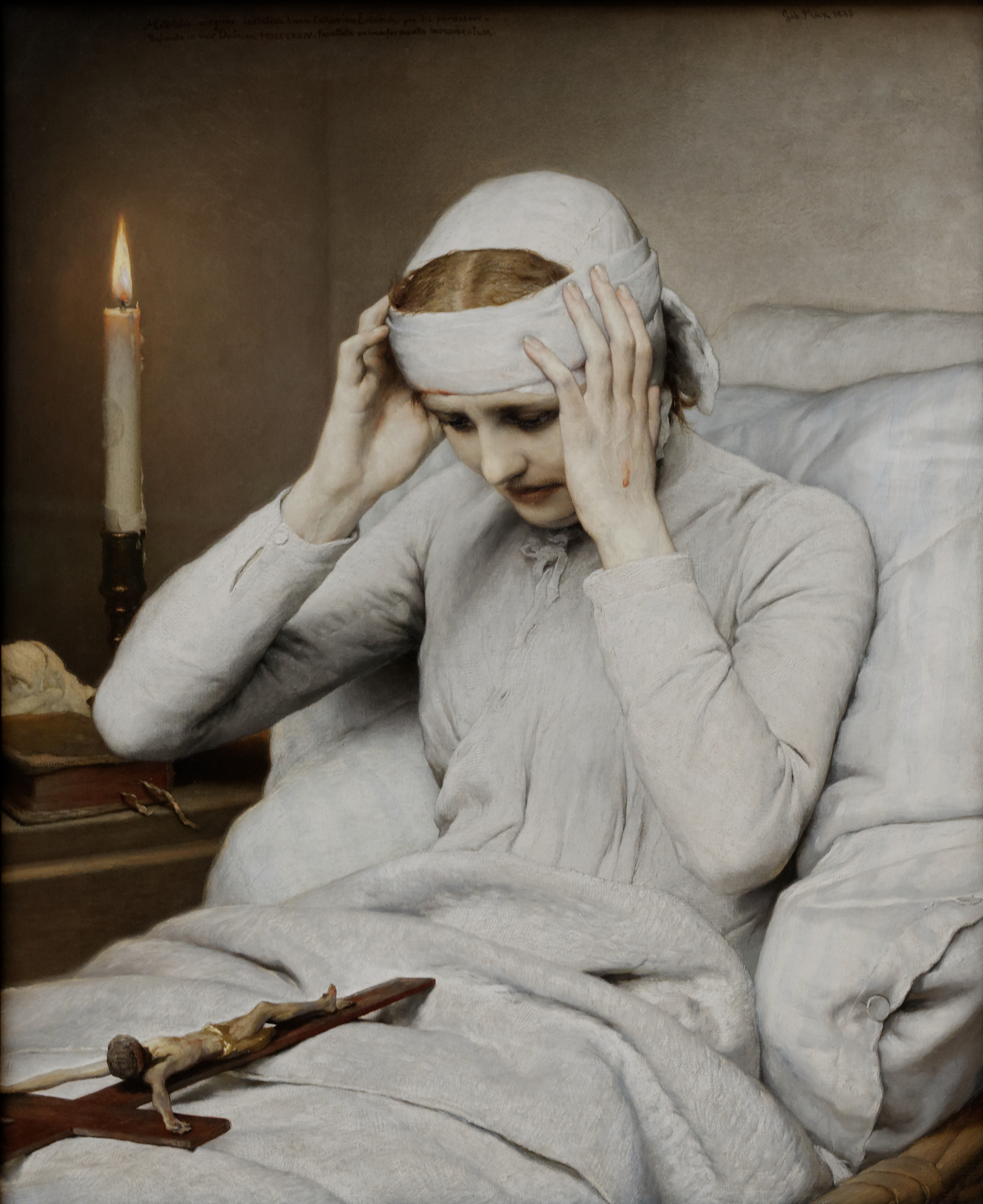
Anna Katharina Emmerick (Gabriel von Max, 1885)

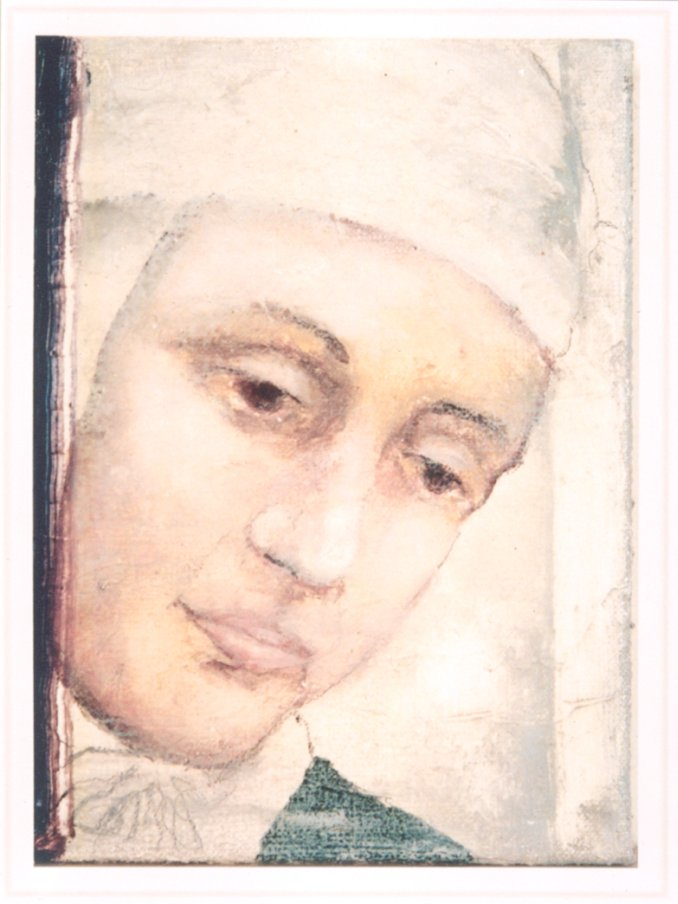
Anna Katharina Emmerick

Blahoslavená Anna Kateřina Emmerichová (německy Anna Katharina Emmerick nebo Emmerich; 8. září 1774 – 9. února 1824, Dülmen, Vestfálsko) byla německá augustiniánská řeholnice, římskokatolická mystička, vizionářka a stigmatička. Narodila se ve Flamschen, zemědělské obci u Coesfeldu v münsterské diecézi v německém Vestfálsku, zemřela v nedalekém Dülmenu ve věku 49 let. Flamschen, Coesfeld a Dülmen, důležitá místa v životě Emmerichové, spojuje poutní cesta. Dne 3. října 2004 byla papežem sv. Janem Pavlem II. blahořečena.

## Mládí
Její rodiče byli velmi chudí. Ve dvanácti letech šla do služby na statek a později byla několik let švadlenou. Byla poslána studovat hudbu, ale když zjistila, že varhaníkova rodina je velmi chudá, dala jim to málo, co měla ušetřeno na vstup do kláštera, a několik let u nich sloužila.

## Náboženský život
V roce 1802 ve věku 28 let vstoupila do augustiniánského kláštera Agnetenberg v Dülmenu. Její spolusestry věřily, že se jí dostalo nadpřirozené milosti, kvůli jejím opakovaným extázím a vizím. Když vestfálský král Jérôme Bonaparte klášter roku 1812 zrušil, našla útočiště v domě jedné vdovy. Přišla jí pomáhat a podle svědectví současníků nadpřirozeným způsobem rozpoznala její nemoc a určila léčbu.

## Stigmata
V roce 1813 byla upoutána na lůžko a na těle se jí objevila stigmata. Její život a pravost jejích zázračných znamení zkoumala biskupská komise. Generální vikář Overberg a tři lékaři provedli vyšetření. Dospěli k přesvědčení o její svatosti a pravosti jejích stigmat.
Koncem roku 1818 Emmerichová sdělila, že Bůh vyslyšel její modlitby, aby byla stigmat zbavena. Rány na jejích rukou a chodidlech se zacelily, ale ostatní zůstaly a vždy na Velký pátek se znovu otevíraly.
V roce 1819 byla Emmerichová znovu vyšetřena. Byla násilím odnesena do velké místnosti v jiném domě a tři týdny byla dnem i nocí pod neustálým přísným dohledem, bez možnosti kontaktu se svými přáteli, kromě svého zpovědníka.

## Alternativní vysvětlení stigmat
Na začátku svých mystických vizí Emmerichová zažívala něco, co popisovala jako hroznou bolest hlavy, která se zjevovala jako Kristova trnová koruna při ukřižování. Pokud její postižení nebylo vyvoláno sebezanedbáváním a utkvělými představami, může být sporné, zda neměla nerozpoznané neurologické problémy, které také mohou vysvětlovat krvácení. Nicméně taková choroba, která způsobuje nepřetržité krvácení, není lékařsky popsána. Pod kůží na hrudi se jí také objevovaly kříže, což může znamenat nějakou formu kardiovaskulární deformace. Jiným vysvětlením mohou být podkožní léze způsobené postupující rakovinou. To může vysvětlovat přirozenou příčinu jejího chatrného zdraví během celého života, i když je pravda, že rakovina většinou zabíjí během několika let.
Toto vysvětlení nemusí být nutně považováno za popírání svatosti jejího života. Naopak, lze to brát jako poctu její vytrvalosti v utrpení a víře, že bude schopná dostát svým povinnostem řádové sestry po dlouhou dobu, navzdory své postupující chorobě.

## Vize
Anna Kateřina Emmerichová říkala, že měla jako dítě vidění, ve kterých rozmlouvala s Ježíšem, viděla duše v očistci, za které se modlila, a také Nejsvětější Trojici v podobě tří soustředných, vzájemně se prostupujících koulí – největší a nejchladnější představuje Otce, prostřední Syna a nejmenší a nejžhavější je Duch svatý. Katolická církev později uznala její vize za pravé.

## Clemens Brentano a uveřejnění vizí
V době jejího druhého vyšetření v roce 1819 k ní byl pozván známý německý básník Clemens Brentano. K jeho velkému úžasu ho poznala a on potvrdil, že mu sdělila, že jí byl předem ve vidění ohlášen jako muž, který jí umožní splnit Boží nařízení, totiž zapsat pro blaho mnohých duší její zjevení. Brentano se stal jedním z mnoha přívrženců Emmerichové, kteří věřili, že byla „vyvolenou nevěstou Kristovou“.
Od roku 1819 až do její smrti v roce 1824 Brentano zaznamenával její vidění, což zaplnilo 40 svazků. Podle jeho svědectví si stručně zaznamenával hlavní body a poté, protože Emmerichová hovořila vestfálským nářečím, své poznámky přepisoval do spisovné němčiny. Předčítal jí, co napsal, a upravoval to, dokud od ní neobdržel konečný souhlas. Podle současných výzkumů ale prokládal její sdělení vlastními poetickými pasážemi, což ztěžuje posuzování přesnosti záznamů. Brentano podrobně popsal scény a pasáže z Nového zákona a život Panny Marie. Zveřejněné vize jdou do podrobností, které zvyšují jejich působivost a udržují čtenářův zájem, jako například scény vykreslené jedna za druhou v rychlém sledu, což působí, jako by byly skutečně vidět.
Po roce 1824 Brentano připravil své záznamy ke zveřejnění a v roce 1833 vydal první díl, Bolestné utrpení našeho Pána Ježíše Krista podle vidění Anny Kateřiny Emmerichové. Poté připravoval k vydání Život Blahoslavené Panny Marie podle vidění Anny Kateřiny Emmerichové, ale v roce 1842 zemřel. Kniha byla vydána po jeho smrti v roce 1852 v Mnichově.
Katolický kněz Karl Schmoger zredigoval Brentanovy rukopisy a v letech 1858 – 1880 vydal třídílný Život našeho Pána. V roce 1881 následovalo výpravně ilustrované vydání a Schmoger také napsal dvoudílný životopis Anny Kateřiny Emmerichové, později přeložený do angličtiny.
Zápisky z jejích vidění Ježíše a Marie zaznamenané Brentanem (k nimž Vatikán nevznesl žádné námitky) mohou být porovnávány s dalšími případy, kdy vizionáři zažili „přímé Ježíšovo diktování“, jak je předkládá např. Maria Valtorta.

## Filmy
Na vizích Emmerichové, tak jak je zachytil Clemens Brentano v knize "Das bittere Leiden unsers Herrn Jesu Christi" (Hořké umučení Pána našeho Ježíše Krista), je založen děj filmu amerického režiséra Mela Gibsona Umučení Krista (2004), především podrobnosti a způsob zobrazení surového Kristova mučení.

## Domek Panny Marie

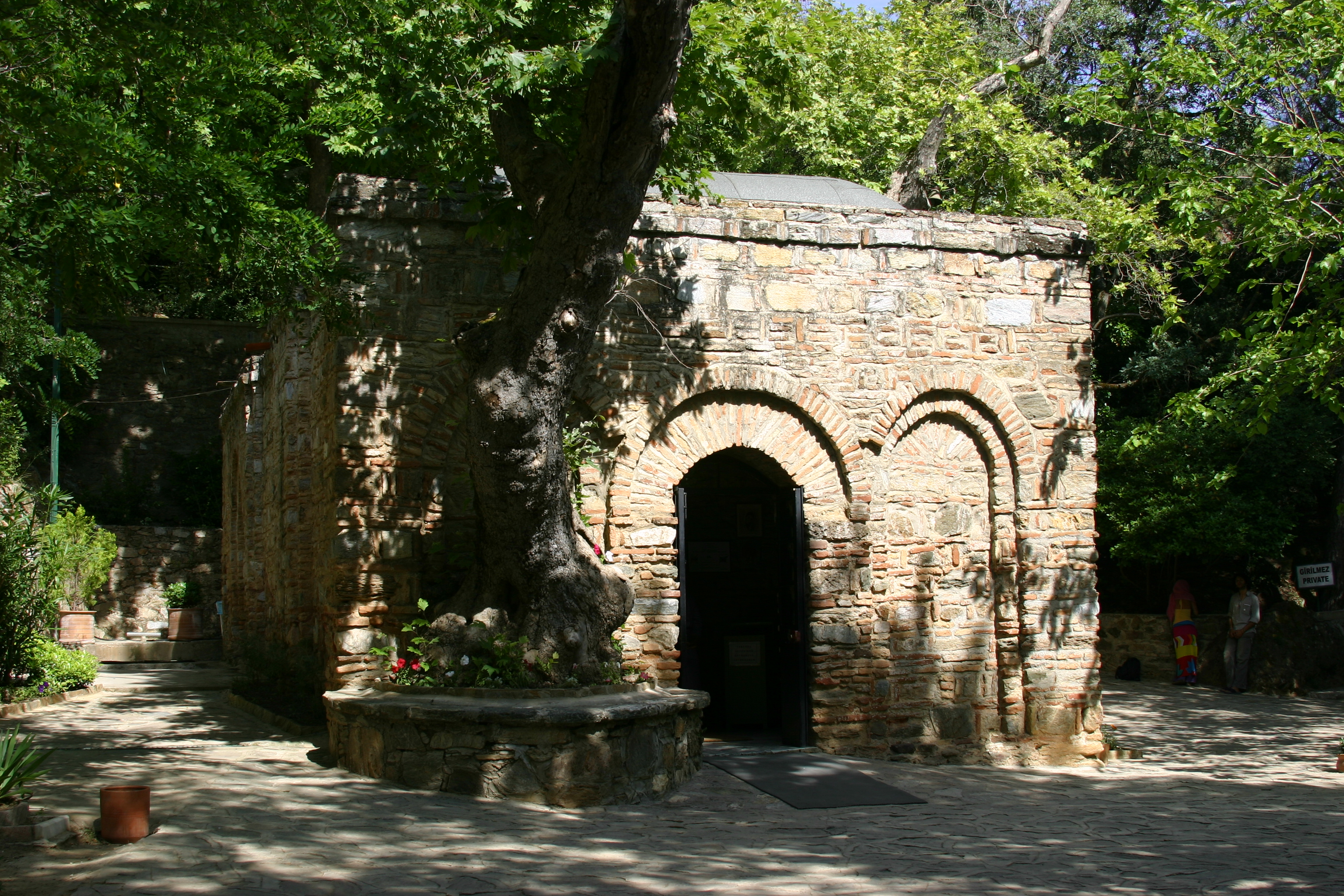
Domek Panny Marie

Blahoslavená Anna Kateřina Emmerichová nikdy nebyla v Efezu, ale její vize obsažené v Životě Blahoslavené Panny Marie byly využity při nálezu Domu Panny Marie, což je předpokládané bydliště Panny Marie před jejím nanebevzetím, ležící na pahorku poblíž Efezu. Svatý stolec zatím nezaujal oficiální stanovisko k autenticitě tohoto domu, ale v roce 1896 ho navštívil papež Lev XIII. a v roce 1951 papež ct. Pius XII. inicioval prohlášení tohoto domu za posvátné místo. Papež sv. Jan XXIII. později toto prohlášení potvrdil. V roce 1967 dům navštívil papež sv. Pavel VI., v roce 1979 papež sv. Jan Pavel II. a v roce 2006 Benedikt XVI. a všichni se k domu chovali jako ke svatyni.

## Úmrtí a pohřeb
Anna Kateřina Emmerichová zemřela 9. února 1824 v Dülmen a byla pochována na hřbitově za městem. V roce 1975, kdy byl obnoven proces jejího blahořečení, byly její kosti přeneseny do krypty blízkého kostela Svatého kříže.

## Blahořečení
První proces jejího blahořečení začal v roce 1892, ale byl přerušen hlavně kvůli podezření, že Clemens Brentan upravil některé pasáže, jejichž autorství bylo připisováno Anně Kateřině Emmerichové. Proces byl přerušen v roce 1928, ale v roce 1973 byl znovu obnoven a definitivně završen v roce 2004. Komise prohlásila, že blahořečení se týká pouze svatosti její osoby a nikoli věrohodnosti Brentanových knih, ačkoli tyto byly prohlášeny za prosté dogmatických omylů a doporučené ke čtení.[zdroj?] 3. října 2004 byla Anna Kateřina Emmerichová blahořečena papežem Janem Pavlem II.